# Джълиета
Джълиета (на английски: Juliaetta) е град в окръг Лата, щата Айдахо, САЩ. Джълиета е с население от 609 жители (2000) и обща площ от 1,8 km². Намира се на 1171 m надморска височина. ЗИП кодът му е 83535, а телефонният му код е 208.